# Aspartato-semialdeído desidrogenase
Em enzimologia, uma aspartato-semialdeído desidrogenase (EC 1.2.1.11) é uma enzima que é muito importante na biossíntese de aminoácidos em procariontes, fungos e algumas plantas superiores. Forma um ponto de ramificação inicial na via metabólica formando lisina, metionina, leucina e isoleucina a partir do aspartato. Esta via também produz diaminopimelato que desempenha um papel essencial na formação da parede celular bacteriana. Há um interesse particular no ASADH, pois a desativação dessa enzima se mostra fatal para o organismo, dando origem à possibilidade de uma nova classe de antibióticos, fungicidas e herbicidas destinados a inibi-la.
A enzima catalisa a reação química reversível:
L-aspartato 4-semialdeído + fosfato + NADP+ {\displaystyle \rightleftharpoons } L-4-aspartil fosfato + NADPH + H+
Os 3 substratos desta enzima são L-aspartato 4-semialdeído, fosfato e NADP+ enquanto seus 3 produtos são L-4-aspartil fosfato, NADPH e H+.  No entanto, sob condições fisiológicas, a reação ocorre na direção oposta.
Esta enzima pertence à família das oxidorredutases, especificamente aquelas que atuam sobre os grupos aldeído ou oxo de um doador com NAD+ ou NADP+ como aceitador.  O nome sistemático desta classe de enzimas é L-aspartato-4-semialdeído:NADP+ oxidorredutase (fosforilação).  Outros nomes de uso comum incluem aspartato semialdeído deidrogenase, semialdeído aspártico deidrogenase, L-aspartato-beta-semialdeído:NADP+ oxidorredutase, (fosforilação), beta-semialdeído aspártico deidrogenase e ASA deidrogenase. Esta enzima participa no metabolismo da glicina, serina e treonina e na biossíntese da lisina.